# Eiji (Ryūkyū)
Eiji (英慈, r. 1309-1314) est un roi des îles Ryūkyū
Eiji est le troisième de la lignée de monarques Eisō. Il succède à son grand-père, le roi Eisō, et à son père, le roi Taisei. Les cinq années de son règne à Shuri se déroulent sans incident, mais, après sa mort, l'île est divisée en trois royaumes.
Eiji est le père de Tamagusuku, qui deviendra le premier souverain du royaume de Chūzan dans le centre d'Okinawa.